# Caradrina alfierii
Caradrina alfierii är en fjärilsart som beskrevs av Charles Boursin 1937. Caradrina alfierii ingår i släktet Caradrina och familjen nattflyn. Inga underarter finns listade i Catalogue of Life.